# Jennifer Esposito
Jennifer Esposito (ur. 11 kwietnia 1973 w Nowym Jorku) – amerykańska aktorka i tancerka.

## Życie prywatne
Urodziła się w nowojorskiej dzielnicy Brooklyn. Jej rodzicami są: Phyllis – dekoratorka wnętrz, i Robert Esposito – informatyk i producent muzyczny.
Przez niecały rok była żoną aktora Bradleya Coopera. Ślub wzięli w grudniu 2006. Para rozstała się po 4 miesiącach. W 2014 wyszła za mąż za brytyjskiego modela Louisa Dowlera.

## Filmografia
- Prawo i porządek (Law & Order, 1990) jako Gina Tucci
- Ulice Nowego Jorku (New York Undercover, 1994-1998) jako Gina
- The City (1995-1997) jako Connie Soleito (1995-1997)
- Słoneczni chłopcy (The Sunshine Boys, 1995) jako Jeannie
- Spin City (1996-2002) jako Stacey Paterno (1997-1999)
- Brooklińczycy (A Brooklyn State of Mind, 1997) jako Donna Delgrosso
- Feds (1997) jako Flo
- Kiss Me, Guido (1997) jako Debbie
- Braterski pocałunek (A Brother's Kiss, 1997) jako Lucy
- Koszmar następnego lata (I Still Know What You Did Last Summer, 1998) jako Nancy
- Nie patrz wstecz (No Looking Back, 1998) jako Teresa
- Gra o honor (He Got Game, 1998) jako pani Janus
- Nowojorczycy (Side Streets, 1998) jako Jessica
- Mordercze lato (Summer of Sam, 1999) jako Ruby
- Kawaler (The Bachelor, 1999) jako Daphne
- Tylko jeden czas (Just One Time, 1999) jako Michelle
- Dracula 2000 (2000) jako Solina
- Życie chłopców 3 (Boys Life 3, 2000) jako Michelle
- Żona tajniaka (The Proposal, 2001) jako Susan Reese
- Backflash (2001) jako Olive Dee 'Harley' Klintucker
- Granice miasta (Beyond the City Limits, 2001) jako Helena Toretti
- Nikomu ani słowa (Don't Say a Word, 2001) jako detektyw Sandra Cassidy
- Witajcie w Collinwood (Welcome to Collinwood, 2002) jako Carmela
- Mistrz kamuflażu (The Master of Disguise, 2002) jako Jennifer
- Nocny kurs (Hack, 2002-2004) jako Abby
- The Magic of Disguise (2003) jako ona sama
- Identity Crisis: The Making of a Master (2003) jako ona sama
- Łamiąc wszystkie zasady (Breakin' All the Rules, 2004) jako Rita Monroe
- Miasto gniewu (Crash, 2004) jako Ria
- New York Taxi (Taxi, 2004) jako porucznik Marta Robbins
- Related  (2005)
- American Crude (2005) jako Carlos
- Śnieżne historie (Snow Wonder, 2005) jako Pilar
- Jesus, Mary and Joey  (2006) jako Frankie Vitello